# Jean Claude Gandur
Cet article devrait être scindé en plusieurs articles distincts (avril 2025).
Jean-Claude Gandur, né le 18 février 1949 à Grasse (Alpes-Maritimes), est un homme d'affaires, collectionneur d’art et mécène suisse, originaire du canton de Vaud.

## Biographie

### Origines et formation
Après une enfance passée à Alexandrie, puis des études de droit et de sciences politiques à l’université de Lausanne, Jean-Claude Gandur rejoint en 1976 la société du négociant en matières premières Philipp Brothers (Phibro depuis 1986), où il reste huit ans, travaillant pour la filiale zougoise de l’entreprise. C’est cette formation qui le mène à l’industrie pétrolière.

### Carrière

#### Activité dans l'industrie pétrolière
En 1987, Jean-Claude Gandur fonde le groupe pétrolier Addax & Oryx (AOG depuis 2013). En 1994, le groupe crée sa filiale d’exploration pétrolière, Addax Petroleum et rachète, en 1998, les concessions appartenant à la société américaine Ashland,. Le focus de cette nouvelle société est l'exploitation pétrolière en Afrique, notamment au Nigéria. Selon l'association Organized Crime and Corruption Reporting Project, Jean-Claude Gandur y aurait racheté des champs pétroliers à des prix particulièrement avantageux à la fin des années 90.
En 2009, Addax Petroleum est revendu au groupe chinois Sinopec pour 7,2 milliards de dollars américains,.
Jean-Claude Gandur poursuit son activité avec la création de la société Nyala Shipping SA en 2009 et, en 2010, celle d’Oryx Petroleum,. Le groupe AOG est domicilié à Malte.

#### Fortune personnelle
Depuis 2008, Jean-Claude Gandur apparaît sur la liste des plus grosses fortunes mondiales établie par le magazine américain Forbes. En 2010, sa fortune est estimée à plus de deux milliards de francs suisses. En 2011, toujours selon Forbes, il est la septième fortune de Suisse[réf. souhaitée]. Fin 2023, selon le magazine Bilan, sa fortune personnelle est estimée entre deux et trois milliards de francs suisses.

### Mécénat
En 2011, il fonde la Fondation Gandur pour la Jeunesse.

#### Fondation Gandur pour l'Art
Le 21 décembre 2009, est constituée la fondation Gandur pour l'Art dont le but est de gérer les importantes collections d'art qu'il a constituées.
Ses collections comptent environ 800 toiles de peintures européennes, plus de 1200 artéfacts antiques (grecques, romaines et égyptiennes), 400 œuvres d'art allant du XIIe au XVIIIe siècle, plus de 400 objets ethnographiques (Océanie et précolombien), ainsi que de 420 œuvres d'artistes d'Afrique et de sa diaspora,,,.
La fondation est basée à Genève. Reconnue d'utilité publique, elle est membre du Conseil international des musées (ICOM) depuis 2013 et de l'Association des musées suisses (AMS) depuis 2019. Elle développe des partenariats avec différents musées, mais ne dispose pas d'un lieu propre d'exposition.
En mars 2010, Jean-Claude Gandur s'engage auprès de la ville de Genève à investir 40 millions de francs suisses dans un projet de la ville de rénovation et d'agrandissement du musée d'art et d'histoire par Jean Nouvel ; en contrepartie le musée s'engageait à exposer pour une durée de 99 ans une partie des collections d'antiquités et de peintures,. À l'époque, le montant du projet de rénovation s'élève alors à 131 millions de francs suisses et repose sur un partenariat public-privé ; 64 millions serait à charge de la collectivité publique, tandis que le reste du budget doit venir du privé, dont les 40 millions financés par Jean-Claude Gandur. En mai 2015, le conseil municipal genevois vote en faveur du projet. Cependant, un comité référendaire, composé d'Ensemble à Gauche, l'Union démocratique du centre (UDC) et des Verts'libéraux, s'oppose à ce projet. Leur référendum aboutit en juillet 2015. Le 28 février 2016, les citoyens genevois rejettent ce projet d'agrandissement à 54%, entraînant le retrait de Jean-Claude Gandur.
En 2011, une centaine de peintures de sa collection sont exposées au musée Rath, puis au musée Fabre à Montpellier, parmi lesquelles des œuvres de Dubuffet, Picabia, Fautrier, Poliakoff, Alfred Manessier, Jean Le Moal ou Georges Mathieu, de l’Allemand Hans Hartung, l'Italien Lucio Fontana ou le Catalan Antoni Tàpies.
Un nouveau projet de musée pour abriter les collections de la fondation est lancé dans les années 2020. Le musée serait construit et géré sur fonds privés, la fondation demandant toutefois la mise à disposition d'un terrain. Le budget prévisionnel est de 50 à 60 millions d'euros pour la construction et 6 millions par an pour le fonctionnement. Les villes d'Arles, Bordeaux, Caen, Dijon, Rouen et Strasbourg se portent candidates. Fin 2023, Bordeaux, Caen et Strasbourg sont sélectionnés dans la « shortlist »,. À partir de mars 2024, Bordeaux et Caen restent les deux finalistes,. Le 24 mai 2024, la fondation annonce avoir choisi Caen. Le musée doit être construit sur un site de 5 hectares situé entre le Mémorial de Caen, avec qui la fondation a déjà collaboré par le passé, et le parc de la Colline aux Oiseaux. Le nom de l'architecte devrait être annoncé en 2025. La construction doit commencer en 2027 pour une inauguration prévue en 2030. En attendant, une partie de ses collections est exposée gratuitement lors de l'été 2025, dans l'ancienne salle dite du scriptorium de l'ancienne abbaye aux Hommes (hôtel de ville).

### Affaires judiciaires
Depuis 2009, un procès oppose Jean-Claude Gandur et Vincent Mangeat, l'architecte qui avait dirigé le chantier de la villa Gandur, à Tannay, achevée en 2006. L'un des éléments du procès est la défaillance d'un climatiseur, qui a endommagé la collection d'œuvres anciennes.
En 2015, à la suite de la publication d'un article dans le quotidien genevois Le Courrier, dans le cadre du débat sur la rénovation du musée d'art et d'histoire, Gandur dépose une plainte pénale pour diffamation et calomnie contre le journaliste, et une demande civile pour atteinte à l’honneur, contre le journaliste auteur de l’article et le journal. La plainte pénale est classée par le procureur général genevois en novembre 2015. Le procès civil se poursuit devant le Tribunal civil de première instance. Le plaignant perd le procès et fait appel de la décision auprès de la Cour de justice du canton de Genève. Le journal est condamné à enlever l’article et à publier les attendus. Le journal fait appel auprès du Tribunal fédéral qui à son tour déboute le journal. Actuellement (juin 2024), l’affaire est portée par le journal devant la Cour européenne des droits de l'homme à Strasbourg.
En 2022, il dépose une plainte contre X après avoir découvert qu'un portrait de Fayoum dont il a fait l'acquisition auprès de  la galerie Phoenix Ancient Art de Genève et provenant de la maison Pierre Bergé & associés était probablement muni de faux document. Actuellement (juin 2024), un procès est en cours couvrant également d'autres pans de l'affaire,.
En 2024, Jean-Claude Gandur et sa société Addax And Oryx Group Plc attaquent en justice le journaliste français Thomas Dietrich en Suisse. Ce dernier dénonce les agissements du groupe pétrolier en Guinée sur X/Twitter et sur YouTube,.

### Vie privée
En 2015, Jean Claude Gandur, qui vivait alors à Londres, déménage à Malte.

## Distinctions

### Décorations
- Commandeur de l'ordre des Arts et des Lettres (France - juin 2025)[47]
- Officier de la Légion d'honneur (France - 2017)[48]
- Commandeur de l'Ordre national (Côte d'Ivoire - 2019)[49]
- Grand-Croix dans l'Ordre national du Lion (Sénégal - 2018)[50]